# Laboratorio Nacional de Los Álamos
El Laboratorio Nacional de Los Álamos (del inglés Los Alamos National Laboratory, también conocido como LANL) es un laboratorio del Departamento de Energía de los Estados Unidos, fundado por el Ejército de los Estados Unidos y por Robert Oppenheimer director del Proyecto Manhattan y  «padre de la bomba atómica», actualmente administrado por la Universidad de California, que se encuentra en  Los Álamos, Nuevo México. El laboratorio es una de las instituciones multidisciplinares más grandes del mundo. Es la mayor institución en cuanto a número de empleados del norte de Nuevo México con aproximadamente 14150 trabajadores, 13200 con Triad National Security, LLC, 330 como fuerza de seguridad, y 620 contratistas.
Casi un tercio del personal técnico del laboratorio son físicos, un cuarto son ingenieros, un sexto son químicos y expertos en materiales , y el resto se dedica a las matemáticas, la informática, la biología, la geología y otras disciplinas. Algunos científicos profesionales y estudiantes van a Los Álamos como visitantes para participar en proyectos científicos. El equipo colabora con universidades y con la industria en la investigación básica y aplicada para el desarrollo de recursos para el futuro. El presupuesto anual es superior a 5000 millones de dólares.
El laboratorio se fundó durante la Segunda Guerra Mundial como una instalación secreta y centralizada para coordinar el desarrollo científico del Proyecto Manhattan, el proyecto Aliado para conseguir las primeras armas nucleares. Los Álamos es uno de los dos laboratorios de los Estados Unidos en los que se lleva a cabo investigación clasificada sobre el diseño de armas nucleares. El otro laboratorio, desde 1952, es el Laboratorio Nacional Lawrence Livermore.

## Historia

### El Proyecto Manhattan
El laboratorio fue fundado durante la Segunda Guerra Mundial como una instalación secreta y centralizada para coordinar la investigación científica del Proyecto Manhattan, el proyecto Aliado para desarrollar las primeras armas nucleares. En septiembre de 1942, las dificultades encontradas para llevar a cabo estudios preliminares sobre armas nucleares en universidades dispersos por todo el país indicaron la necesidad de un laboratorio dedicado exclusivamente a ese objetivo.
El general Leslie Groves quería un laboratorio central en un lugar aislado para su seguridad y para mantener a los científicos alejados de la población. Debería estar al menos a 200 millas de las fronteras internacionales y al oeste del Misisipi. El comandante John Dudley sugirió Oak City, Utah o Jemez Springs, Nuevo México, pero ambos fueron rechazados. Jemez Springs estaba a poca distancia del sitio actual. El director científico del Proyecto Manhattan, J. Robert Oppenheimer, había pasado mucho tiempo en su juventud en el área de Nuevo México, y sugirió la Escuela Rancho Los Álamos en la mesa. Dudley había rechazado la escuela por no cumplir con los criterios de Groves, pero tan pronto como Groves lo vio, dijo en efecto "Este es el lugar". Oppenheimer se convirtió en el primer director del laboratorio.
Durante el Proyecto Manhattan, Los Álamos recibió a miles de empleados, incluidos muchos científicos ganadores del Premio Nobel. La ubicación fue un secreto total. Su única dirección de correo era un apartado postal, número 1663, en Santa Fe, Nuevo México. Eventualmente se usaron otros dos apartados de correos, el 180 y el 1539, también en Santa Fe. Aunque inicialmente se pretendía que su contrato con la Universidad de California fuera temporal, la relación se mantuvo mucho después de la guerra. Hasta los bombardeos atómicos de Hiroshima y Nagasaki, Japón, el presidente de la Universidad de California, Robert Sproul, no sabía cuál era el propósito del laboratorio y pensó que podría estar produciendo un "rayo de la muerte". El único miembro de la administración de la UC que sabía su verdadero el propósito -de hecho, el único que conocía su ubicación física exacta- era el Secretario-Tesorero Robert Underhill, quien estaba a cargo de los contratos y responsabilidades en tiempo de guerra.
El trabajo del laboratorio culminó con la creación de varios dispositivos atómicos, uno de los cuales se usó en la primera prueba nuclear cerca de Alamogordo, Nuevo México, cuyo nombre clave es "Trinity", el 16 de julio de 1945. Los otros dos fueron armas, "Little Boy" "y" Fat Man ", que fueron utilizados en los ataques a Hiroshima y Nagasaki. El Laboratorio recibió el Premio 'E' por la Excelencia de Ejército-Armada en producción el 16 de octubre de 1945.

### Posguerra
Después de la guerra, Oppenheimer se retiró de la dirección y se hizo cargo Norris Bradbury, cuya misión inicial era hacer que las bombas atómicas previamente hechas a mano "GI proof" para que pudieran ser producidas en masa y utilizadas sin la ayuda de científicos altamente entrenados. Muchos de los científicos iniciales de Los Álamos eligieron dejar el laboratorio, y algunos incluso se convirtieron en opositores al desarrollo de las armas nucleares. El nombre se cambió oficialmente al Laboratorio Científico de Los Álamos el 1 de enero de 1947. En este momento, Argonne ya había sido establecido como el primer laboratorio nacional del año anterior. Los Álamos no se convertiría en un Laboratorio Nacional de nombre hasta 1981.
En los años transcurridos desde la década de 1940, Los Álamos fue responsable del desarrollo de la bomba de hidrógeno y muchas otras variantes de armas nucleares. En 1952, se fundó el Laboratorio Nacional Lawrence Livermore para actuar como competidor de Los Álamos, con la esperanza de que dos laboratorios para el diseño de armas nucleares impulsarían la innovación. Los Álamos y Livermore sirvieron como los principales laboratorios clasificados en el sistema nacional de laboratorio de los EE. UU., diseñando todo el arsenal nuclear del país. El trabajo adicional incluyó investigación científica básica, desarrollo de acelerador de partículas, física de la salud e investigación sobre el poder de fusión como parte del Proyecto Sherwood. Muchas pruebas nucleares se llevaron a cabo en las Islas Marshall y en el sitio de prueba de Nevada. Durante los últimos años de la década de 1950, varios científicos, incluido el Dr. J. Robert "Bob" Beyster, abandonaron Los Álamos para trabajar para General Atomics (GA) en San Diego.
Tres accidentes nucleares importantes ocurrieron en LANL. Los accidentes de criticidad ocurrieron en agosto de 1945 y mayo de 1946 y un tercer accidente ocurrió durante un inventario físico anual en diciembre de 1958.
Varios edificios asociados con el Proyecto Manhattan en Los Álamos fueron declarados Monumento Histórico Nacional en 1965.

## Misión científica
La misión del Laboratorio Nacional de Los Álamos es resolver los desafíos de seguridad nacional a través de la excelencia científica. El plan estratégico del laboratorio refleja las prioridades de los Estados Unidos que abarcan la seguridad nuclear, la inteligencia, la defensa, la respuesta de emergencia, la no proliferación, el contraterrorismo, la seguridad energética, las amenazas emergentes y la gestión ambiental. Esta estrategia está alineada con las prioridades establecidas por el Departamento de Energía (DOE), la Administración Nacional de Seguridad Nuclear (NNSA, por sus siglas en inglés) y los documentos de orientación de estrategia nacional, como la Postura Nuclear, la Estrategia de Seguridad Nacional y el Plan para una Energía Segura Futuro
Los Álamos es el laboratorio principal en el sistema del DOE y ejecuta el trabajo en todas las áreas de la misión del DOE: seguridad nacional, ciencia, energía, y gerencia ambiental. El laboratorio también realiza trabajos para el Departamento de Defensa (DoD), la Comunidad de Inteligencia (IC), y el Departamento de Seguridad Nacional (DHS), entre otros. Las capacidades y actividades científicas multidisciplinarias del laboratorio se organizan en cuatro pilares de la ciencia:
- El Pilar de Información, Ciencia y Tecnología aprovecha los avances en teoría, algoritmos y el crecimiento exponencial de la computación de alto rendimiento para acelerar la capacidad de integración y predicción del método científico.
- El Pilar Materiales para el Futuro busca optimizar los materiales para las aplicaciones de seguridad nacional mediante la predicción y el control de su rendimiento y funcionalidad a través de la ciencia y la ingeniería de descubrimiento.
- El Pilar de Futuros Nucleares y de Partículas aplica la ciencia y la tecnología a los problemas intransigentes de identificación y caracterización de sistemas en áreas de seguridad global, defensa nuclear, energía y salud.
- El Pilar de la Ciencia de las Firmas integra experimentos nucleares, teoría y simulación para comprender e ingeniar fenómenos nucleares complejos.

A través de alianzas entre agencias gubernamentales, laboratorios, universidades e industria, Los Álamos integra soluciones de ciencia, tecnología, investigación y desarrollo para lograr el máximo impacto en las prioridades estratégicas de seguridad nacional. Para promover estos esfuerzos de colaboración, Los Álamos opera tres instalaciones principales para los usuarios:
El Centro de Nanotecnologías Integradas: El Centro de Nanotecnologías Integradas es un Servicio Nacional de Usuarios de DOE / Oficina de Ciencia, operado conjuntamente por los Laboratorios Nacionales Sandia y Los Álamos, con instalaciones en ambos Laboratorios. CINT se dedica a establecer los principios científicos que rigen el diseño, el rendimiento y la integración de materiales a nanoescala en sistemas y dispositivos de microescala y macroscala.
Centro de Ciencia de Neutrones de Los Álamos (LANSCE): El Centro de Ciencia de Neutrones de Los Álamos es uno de los aceleradores lineales más potentes del mundo. LANSCE proporciona a la comunidad científica fuentes intensas de neutrones con la capacidad de realizar experimentos de investigación de seguridad civil y nacional. Esta instalación está patrocinada por el Departamento de Energía, la Administración Nacional de Seguridad Nuclear, la Oficina de Ciencia y Oficina de Energía Nuclear, Ciencia y Tecnología. 
El Laboratorio Nacional de Campo Magnético Alto (NHMFL), Centro de Campo Pulsado: El Centro de Campo Pulsado en el Laboratorio Nacional Los Álamos en Los Álamos, Nuevo México, es uno de los tres campus del Laboratorio Nacional de Campo Magnético Alto (NHMFL) En la Florida State University, Tallahassee y la Universidad de Florida. La instalación de campo pulsado en el Laboratorio Nacional de Los Álamos opera un programa de usuario internacional para la investigación en campos magnéticos de alta intensidad.

## Estadísticas institucionales
LANL es la institución más grande del norte de Nuevo México y el empleador más grande con aproximadamente 9000 empleados directos y alrededor de 650 empleados contratistas. Además, hay aproximadamente 120 empleados del DOE estacionados en el laboratorio para proporcionar la supervisión federal del trabajo y las operaciones de LANL. Aproximadamente un tercio de los miembros del personal técnico del laboratorio son físicos, un cuarto son ingenieros, un sexto son químicos y científicos de materiales y el resto trabaja en matemáticas y ciencias computacionales, biología, geociencia y otras disciplinas. Profesionales científicos y estudiantes también vienen a Los Álamos como visitantes para participar en proyectos científicos. El personal colabora con universidades e industria en investigación básica y aplicada para desarrollar recursos para el futuro. El presupuesto anual es de aproximadamente US $ 2,2 mil millones.

## Directores
- J. Robert Oppenheimer (1943–1945)
- Norris Bradbury (1945–1970)
- Harold Agnew (1970–1979)
- Donald Kerr (1979–1986)
- Siegfried S. Hecker (1986–1997)
- John C. Browne (1997–2003)
- George Peter Nanos (2003–2005)
- Robert W. Kuckuck (2005–2006)
- Michael R. Anastasio (2006–2011)
- Charles F. McMillan (2011–2018)
- Thomas Mason (2018-presente)